# Gonçalo M. Tavares

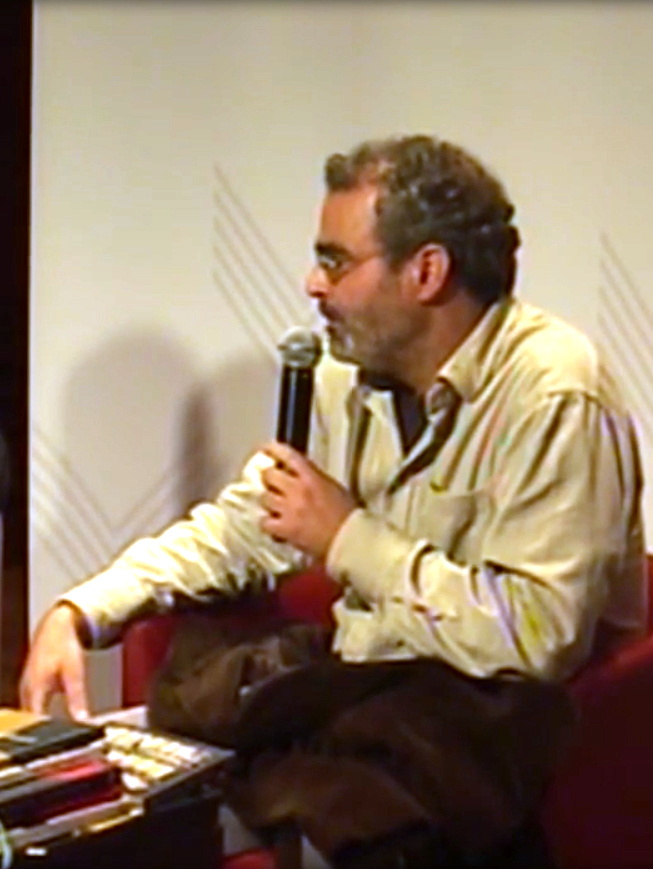
Gonçalo M Tavares

Gonçalo M. Tavares (ur. 1970 w Luandzie) – portugalski pisarz.
Urodził się w Angoli w czasach, gdy była ona portugalską kolonią. Debiutował w 2001 roku. Obecnie jest autorem szeregu rozmaitych tematycznie i formalnie książek: powieści (Jerusalém, 2004), zbiorów poezji (1, 2004), sztuk teatralnych (tom A Colher de Samuel Beckett, Teatro, 2003). W Polsce ukazali się Panowie z dzielnicy, zbiór humoresek o filozoficznym zabarwieniu. Wśród sześciu bohaterów znajdują się m.in. Panowie Brecht i Calvino. Jego utwory są nagradzane, Jerusalém zostało uhonorowane Prémio José Saramago. 

## Powieści
- Um homem: Klaus Klump (2003)
- A máquina de Joseph Walser (2004)
- Jerusalém (2004, wydanie polskie 2010)
- Aprender a rezar na Era da Técnica (2007, wydanie polskie Przypadki Lenza Buchmanna 2015)